# Xolmiini
Xolmiini es una tribu recientemente propuesta de aves paseriformes de la familia Tyrannidae, cuyas especies se distribuyen ampliamente por América del Sur.

## Taxonomía
Los amplios estudios genético-moleculares realizados por Tello et al. (2009) descubrieron una cantidad de relaciones novedosas dentro de la familia Tyrannidae que todavía no están reflejadas en la mayoría de las clasificaciones. Siguiendo estos estudios, Ohlson et al. (2013) propusieron una nueva organización y división de la familia Tyrannidae. Según los autores, fue propuesta una nueva tribu Xolmiini, en una subfamilia Fluvicolinae Swainson, 1832-33. Los estudios posteriores de Ohlson et al. (2020) exclusivos para la familia Fluvicolinae y Chesser et al. (2020), introdujeron nuevas modificaciones taxonómicas.

## Géneros
Según el ordenamiento propuesto y las nuevas modificaciones, la presente tribu agrupa a los siguientes géneros:
- Satrapa
- Lessonia
- Syrtidicola[4]
- Muscisaxicola
- Hymenops
- Knipolegus
- Cnemarchus (incluye Polioxolmis)
- Pyrope
- Xolmis
- Agriornis
- Neoxolmis
- Nengetus
- Myiotheretes